# Plumatella marlieri
Plumatella marlieri är en mossdjursart som beskrevs av Wiebach 1970. Plumatella marlieri ingår i släktet Plumatella och familjen Plumatellidae. Inga underarter finns listade i Catalogue of Life.